# Додін Євген Васильович
Євген Васильович Додін (27 січня 1931, Томськ — 26 листопада 2020, Одеса) — український правознавець; фахівець у галузі адміністративного, митного та морського права. Доктор юридичних наук, професор.

## Життєпис
Після закінчення у 1953 році Одеського університету недовго працював в Одеській обласній прокуратурі.
У 1958—1965 рр. викладав в Одеській школі міліції.
У 1965—1980 рр. викладав в Одеському університеті. Пройшов шлях від старшого викладача до професора кафедри.
У 1980—1989 рр. очолював кафедру адміністративного права і управління Київської вищої школи міліції.
У 1989—1997 рр. знову в Одеському університеті (професор кафедри адміністративного права та управління).
У 1997 році перейшов до Одеської державної юридичної академії. До кінця життя очолював там кафедру морського і митного права.

## Вибрані праці
Автор (співавтор) низки підручників, монографій, серед яких:
- Доказательства в административном процессе. — М., «Юрид. лит.», 1973. — 192 с
- Доказывание и доказательства в правоприменительной деятельности органов советского государственного управления. — Киев, Одесса: Вища шк., 1976. — 127 c.
- Основи правознавства: Навч. посіб — 2-е вид., випр. і доп. — К. : Знання, 2001. — 364 c.
- Таможенные операции на морском транспорте: Уч.-метод. пособ. — Одесса: Юр. лит., 2001. — 96 с.
- Правове регулювання переміщення гуманітарної допомоги через митний кордон України: монографія. — Чернівці: Технодрук, 2015. — 165 с.
- Експерт та спеціаліст у митній справі України: навч. посіб. — О. : Юридична література, 2004. — 72 с.

## Нагороди
- Заслужений діяч науки і техніки України (1997).
- Орден князя Ярослава Мудрого V ступеня (2011)[2].